# あがの (護衛艦)
あがの（ローマ字：JS Agano, FFM-6）は、海上自衛隊の護衛艦。もがみ型護衛艦の6番艦。艦名は福島県を源流とし、新潟県を通って日本海に注ぐ阿賀野川に由来する。
この名を受け継いだ日本の艦艇としては、旧海軍の阿賀野型軽巡洋艦1番艦「阿賀野」に続き2代目にあたり、海上自衛隊の艦艇では初の命名である。
本記事は、本艦の艦歴について主に取り扱っているため、性能や装備等の概要についてはもがみ型護衛艦を参照されたい。

## 艦歴
中期防衛力整備計画に基づく令和2年度計画護衛艦として、三菱重工業に発注され、2021年6月24日に三菱重工業長崎造船所で起工、2022年12月21日、「あがの」と命名され進水。艤装と海上公試の後、2024年6月20日に就役し、護衛艦隊直轄第14護衛隊に編入され、舞鶴基地に配備された。
2025年7月3日、舞鶴地方総監部とともに佐渡島東方の訓練海空域において実施された海上保安庁との共同訓練に参加した。海保からは第九管区海上保安本部、巡視船「ひだ」、「はくさん」、「のりくら」、巡視艇「たつぎり」、固定翼機（MA863）が参加し、重要施設等に向かう不審船を想定し、情報共有訓練、共同追跡・監視訓練、停船措置訓練を実施した。

### 歴代艦長
進水時点では、クルー制導入のため艤装員長は決められなかった。
| 代 | 氏名     | 在任期間    | 出身校・期 | 前職 | 後職 | 備考 |
| -- | -------- | ----------- | ---------- | ---- | ---- | ---- |
| 1  | 藤原明永 | 2024.6.20 - |            |      |      |      |

## ギャラリー

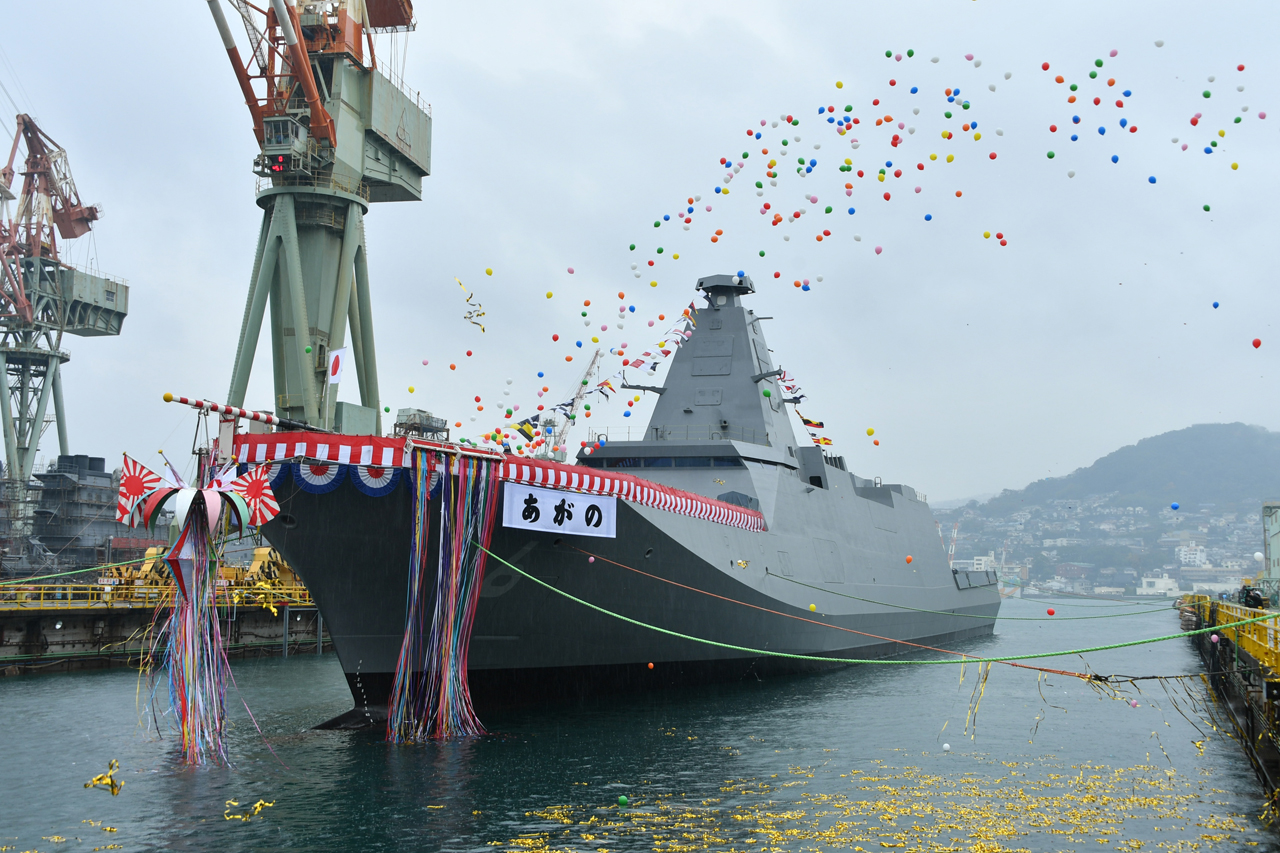
「あがの」の命名・進水式の様子
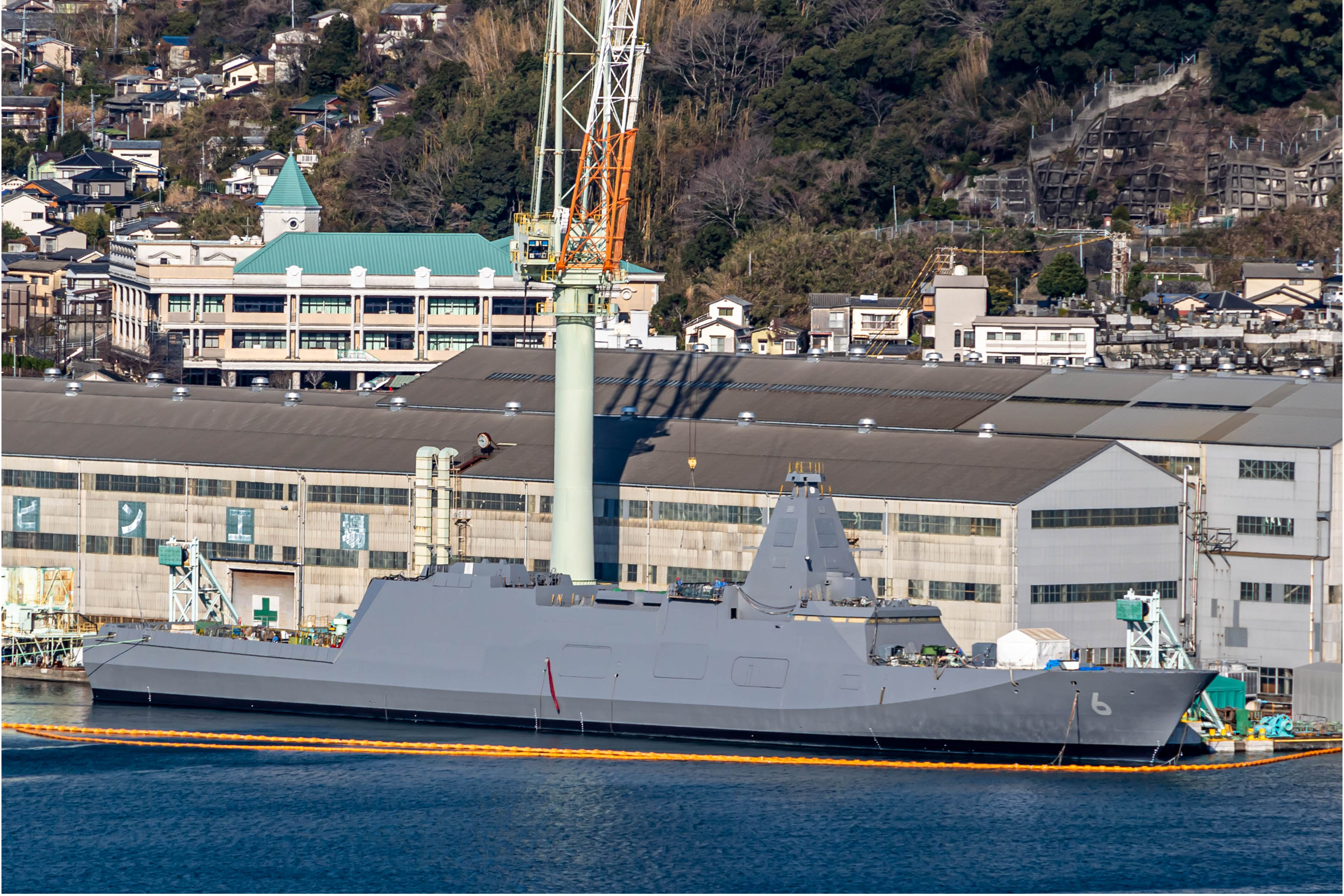
三菱重工業長崎造船所で艤装中の「あがの」
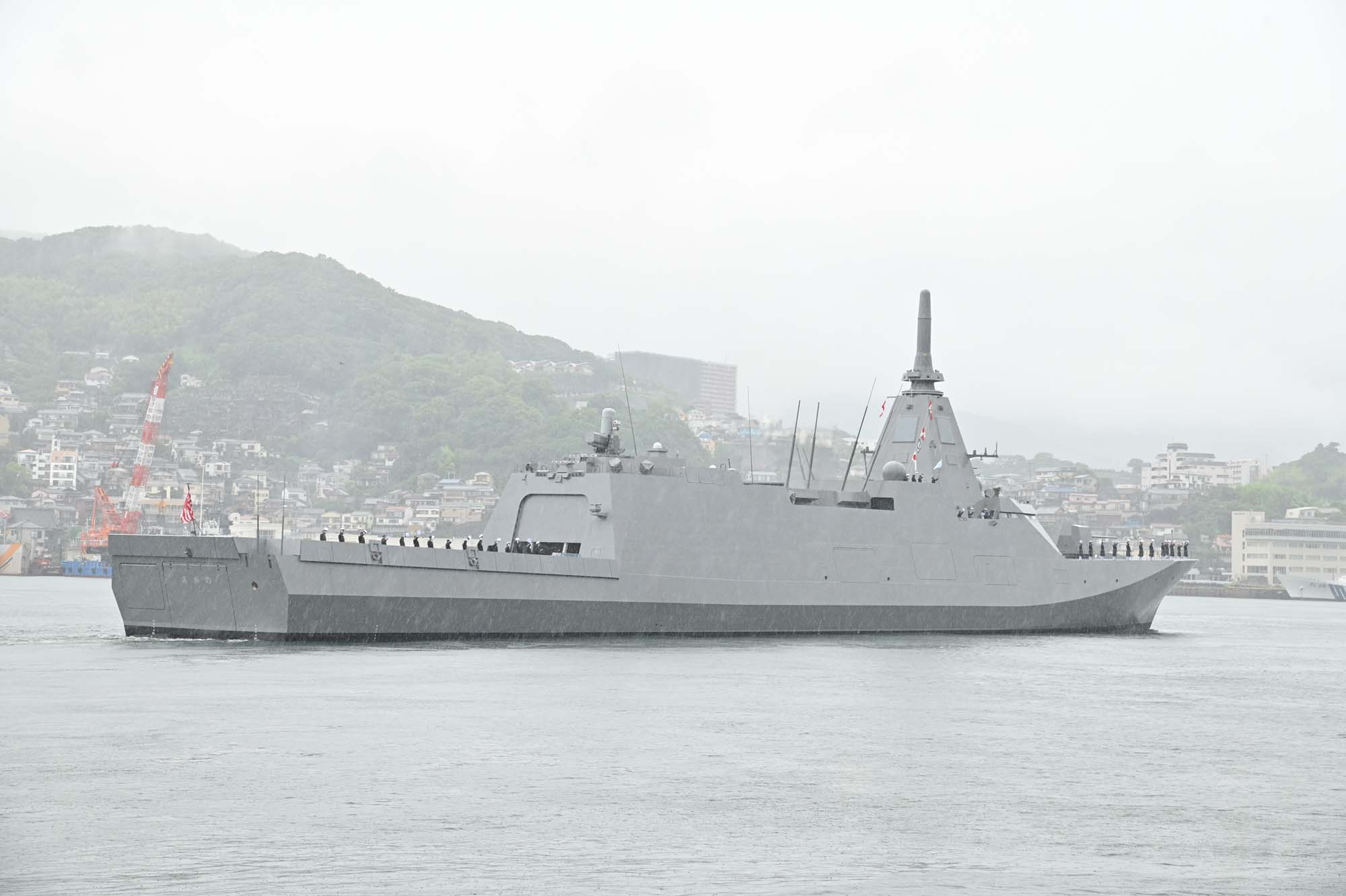
就役後、三菱重工長崎造船所を後にする「あがの」
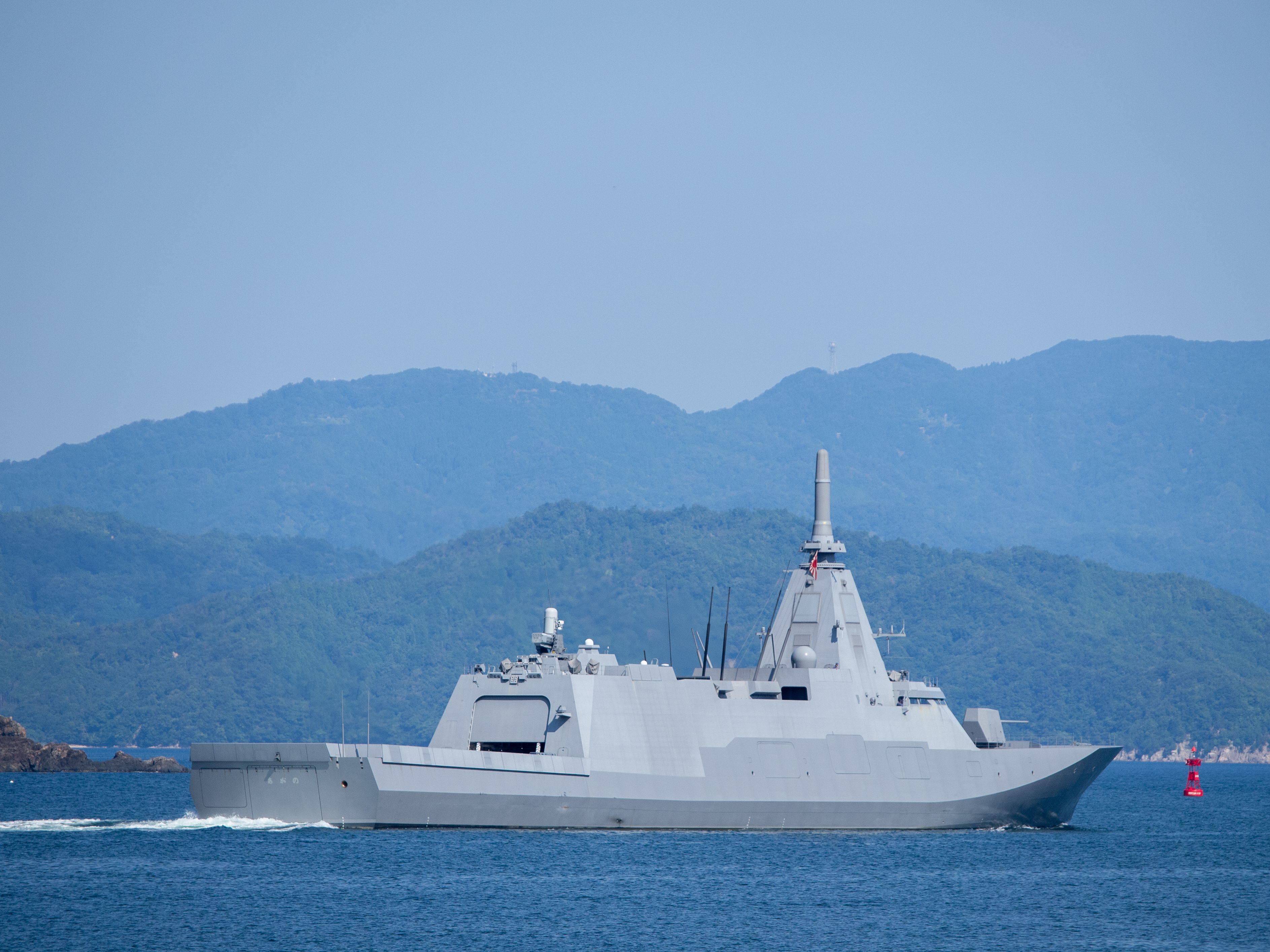
舞鶴港を出港する「あがの」